# Братская могила воинов Советской Армии (Ижевск)
Бра́тская моги́ла во́инов Сове́тской А́рмии, поги́бших в Оте́чественной 1941—1945 годо́в — памятник погибшим в Великой Отечественной войне, находится на территории Нагорного (Восточного) кладбища Ижевска. Является памятником истории регионального значения Удмуртской республики. Открыт в 1975 году.

## Описание
Помимо собственно захоронений мемориальный комплекс включает в себя несколько скульптурных групп. Центральный монумент авторства В. А. Цибульника и А. Е. Добровицкого в виде сражённого в бою солдата с развевающимся над ним плащом-палаткой и мемориальная доска с именами погибших воинов расположены в южной части захоронения. Статуя воина расположена асимметрично, на возвышении. Впечатление торжественной значительности усиливает относительно низкий ступенчатый постамент с надписью-посвящением.
В северной части захоронения установлена скульптура, состоящая из фигур солдата и матроса. В руках коленопреклонённого матроса находится склонённое в знак скорби знамя. Текст на мемориальной надписи: «Вечная слава героям, павшим в боях с врагами и отдавшим свою жизнь за свободу и счастье нашего народа».
В 2016 году скульптуру Неизвестного солдата покрасили в фиолетовый цвет, что вызвало негативную реакцию общественности. Позднее скульптура была перекрашена.